# Miss Intercontinental México 2025
Miss Intercontinental Mexico 2025 será la 3.ª edición del certamen Miss Intercontinental México el cual se realizará en una fecha y sede aún por confirmar. Se espera que las treinta y dos candidatas de toda la República Mexicana compitan por el derecho de representar al país en Miss Intercontinental 2025 en Egipto. Al final del evento Alejandra Garduño Miss Intercontinental México 2024 coronará a su sucesora.

## Resultados
| Posición                          | Candidata   |
| Miss Intercontinental México 2025 | -           |
| 1.ª Finalista                     | -           |
| 2.ª Finalista                     | -           |
| Top 6                             | - - -       |
| Top 12                            | - - - - - - |

## Candidatas
| Estado           | Candidata                           | Edad | Estatura | Residencia         |
| Chiapas          | Catherine Rodríguez López           | 26   | 1.70     | Tuxtla Gutiérrez   |
| Ciudad de México | Maritza Barba Romero                | 26   | 1.74     | Tecámac            |
| Coahuila         | Arlette Daniela Ramos Limón         | 28   | 1.80     | Ramos Arizpe       |
| Colima           | Akari Sairit Galván Medina          | 25   | 1.70     | Colima             |
| Estado de México | Diana Cardoso Benítez               | 24   | 1.72     | Toluca             |
| Guanajuato       | Nadia Samantha Hernández García     | 23   | 1.70     | León               |
| Hidalgo          | Brenda Leydi Oliver Gayosso         | 25   | 1.69     | Acaxochitlán       |
| Jalisco          | Stephanie Emily Saavedra Chávez     | 22   | 1.71     | Tamazula           |
| Michoacán        | Ana Gabriela Aguilar Baltazar       | 28   | 1.77     | Zamora             |
| Morelos          | Paulina Michell Albarrán Hernández  | 24   |          |                    |
| Oaxaca           | Dara Ahilud Hernández Vargas        | 26   | 1.69     | Tuxtepec           |
| Puebla           | Mary Ruby Estrada Silva             | 24   | 1.71     | San Andrés Cholula |
| Querétaro        | María Valentina González Ramírez    | 27   | 1.71     | Querétaro          |
| San Luis Potosí  | Lizbeth Mireles Orta                | 21   | 1.73     | San Luis Potosí    |
| Sinaloa          | Carolina Pano Ruelas                | 24   | 1.72     | Mazatlán           |
| Sonora           | Lucía Mariela Reynoso Romero        | 29   | 1.70     | Culiacán           |
| Tabasco          | Miranda Becerra Laureano            | 21   | 1.68     | Macuspana          |
| Tamaulipas       | Verónica Melissa Valderrama Bolaños | 29   | 1.70     | Ciudad Madero      |
| Veracruz         | Teresa de Jesús Zamudio Hernández   | 27   | 1.78     | Alvarado           |

## Sobre los Estados en Miss Intercontinental México 2025

### Estados que regresan a la competencia
- Compitieron por última vez en 2018
  -  Chiapas
  -  Oaxaca
  -  Sonora
  -  Tabasco
  -  Tamaulipas

## Crossovers
| Miss Américas Caribbean World - 2021: Oaxaca - Dara Hernández (Ganadora Teen) Embajadora México - 2024: Tamaulipas - Verónica Valderrama Miss Mundo Prehispánico México - 2020: Oaxaca - Dara Hernández (Ganadora Petite) Teen Universe México - 2021: San Luis Potosí - Lizbeth Mireles Miss Coahuila - 2025: Coahuila - Daniela Ramos Miss Guanajuato - 2025: Guanajuato - Nadia Hernández (1.ª Finalista) Miss Hidalgo - 2025: Hidalgo - Leydi Oliver Miss Querétaro - 2025: Querétaro - Valentina González - 2023: Querétaro - Valentina González Miss Veracruz - 2023: Veracruz - Teresa Zamudio (1.ª Finalista) Mexicana Universal Chiapas - 2023: Chiapas - Catherine López Mexicana Universal Estado de México - 2025: Estado de México - Diana Cardoso - 2023: Ciudad de México - Maritza Barba Mexicana Universal Guanajuato - 2023: Guanajuato - Nadia Hernández | Mexicana Universal Michoacán - 2023: Michoacán - Gabriela Aguilar Mexicana Universal Nayarit - 2023: Colima - Akari Galván Mexicana Universal Sinaloa - 2022: Sonora - Lucía Reynoso Mexicana Universal Tabasco - 2023: Tabasco - Miranda Becerra (1.ª Finalista) Nuestra Belleza Coahuila - 2015: Coahuila - Daniela Ramos Miss Earth Michoacán - 2020: Michoacán - Gabriela Aguilar (Top 8) Miss Earth San Luis Potosí - 2024: San Luis Potosí - Lizbeth Mireles (Miss Earth SLP-Air) Miss Asia Pacific Chiapas - 2020: Chiapas - Catherine López Miss Mundo Prehispánico Oaxaca - 2020: Oaxaca - Dara Hernández (Ganadora Petite) Teen Universe San Luis Potosí - 2021: San Luis Potosí - Lizbeth Mireles (Ganadora) Reina de las Fiestas Patrias y Embajadora Turística Puebla - 2018: Puebla - Ruby Estrada (1.ª Princesa) Reina de las Fiestas Patrias Zamora - 2019: Michoacán - Gabriela Aguilar Reina del Carnaval de Mazatlán - 2024: Sinaloa - Carolina Ruelas (Ganadora) Reina Tamazula - 2024: Jalisco - Emily Saavedra (Ganadora) |